# Leslie Searle
Leslie Searle (Coventry, 25 februari 1937) is een Brits componist, muziekpedagoog en jazzmusicus.

## Levensloop
Searle kwam als musicus in de militaire kapel van de Royal Air Force naar Duitsland waar hij verbleef. Hij is freelance componist en als muziekpedagoog werkzaam. 
Als componist schrijft hij veel pedagogische werken, werken voor school- en harmonieorkesten.

## Composities

### Werken voor harmonieorkest
- 1977 Blue and Gold, mars
- 1992 Chips in a Bag
- 1992 Dis & Co.

### Toneelwerken

#### Musicals
- Der Klassenclown, 4 aktes - libretto: Heinz-E. Klockhaus

### Vocale muziek
- A Trio of Trios, voor mezzosopraan, 3 trompetten, hoorn, 4 trombones en tuba
- Free Day, voor mezzosopraan, 3 trompetten, hoorn, 4 trombones en tuba

### Kamermuziek
- Brass Concertino, voor 4 trompetten, hoorn, 4 trombones en tuba
- Fanfare und Blues, voor 4 trompetten, hoorn, 4 trombones en tuba
- It's how we like it, voor 2 trompetten en trombone
- Joplin in the Twenties, voor 4 trompetten, hoorn, 4 trombones en tuba
- Mambossa, voor 2 trompetten en trombone
- Parallel Bars, voor strijkers-ensemble
- Ragtimes, voor strijkers-ensemble
- Showtime ragtime, voor 2 trompetten, hoorn, trombone en tuba
- Stephi, voor 4 trompetten, hoorn, 4 trombones en tuba
- T.T. Waltz, voor 4 trompetten, hoorn, 4 trombones en tuba
- Tangos, voor strijkers-ensemble
- Tango "Evening Shadows", voor strijkkwartet
- Three Ragtimes, voor koperkwartet
- Union Pacific, voor 4 trompetten, hoorn, 4 trombones en tuba
- Waltzes, voor strijkers-ensemble
- You are the ragtime of my life, voor 2 trompetten, hoorn, trombone en tuba

### Werken voor jazz-ensemble
- Banned It
- Coldfinger
- Gentle Cats
- I got also
- Off Shore
- Rain Island
- Red’s Blues
- Who’s Blues

### Werken voor gitaar
- I’m looking at you, voor twee gitaren
- Old York, voor gitaar

### Pedagogische werken
- Clarinet Fun 1 - 15 Easy Solos
- Clarinet Fun 2 - 15 Easy Duets

```
   Clarinet Fun 3 - 15 Easy Trios
```

- Flute Styles - 20 Duets
- Flute Fun 1 - 15 Easy Solos
- Flute Fun 2 - 15 Easy Duets
- Flute Fun 3 - 15 Easy Trios
- Keyboard Fun 2. - piano vierhandig
- Keyboard Fun 3. - piano zeshandig
- Nova Bossa, voor klarinet
- Recorder Styles - 20 jazz-duets, voor sopraan- en alt-blokfluit